# Ятрышник пурпурный
Ятры́шник пурпурный (лат. Orchis purpurea) — многолетнее травянистое растение; вид рода Ятрышник (Orchis) семейства Орхидные (Orchidaceae).

## Ботаническое описание

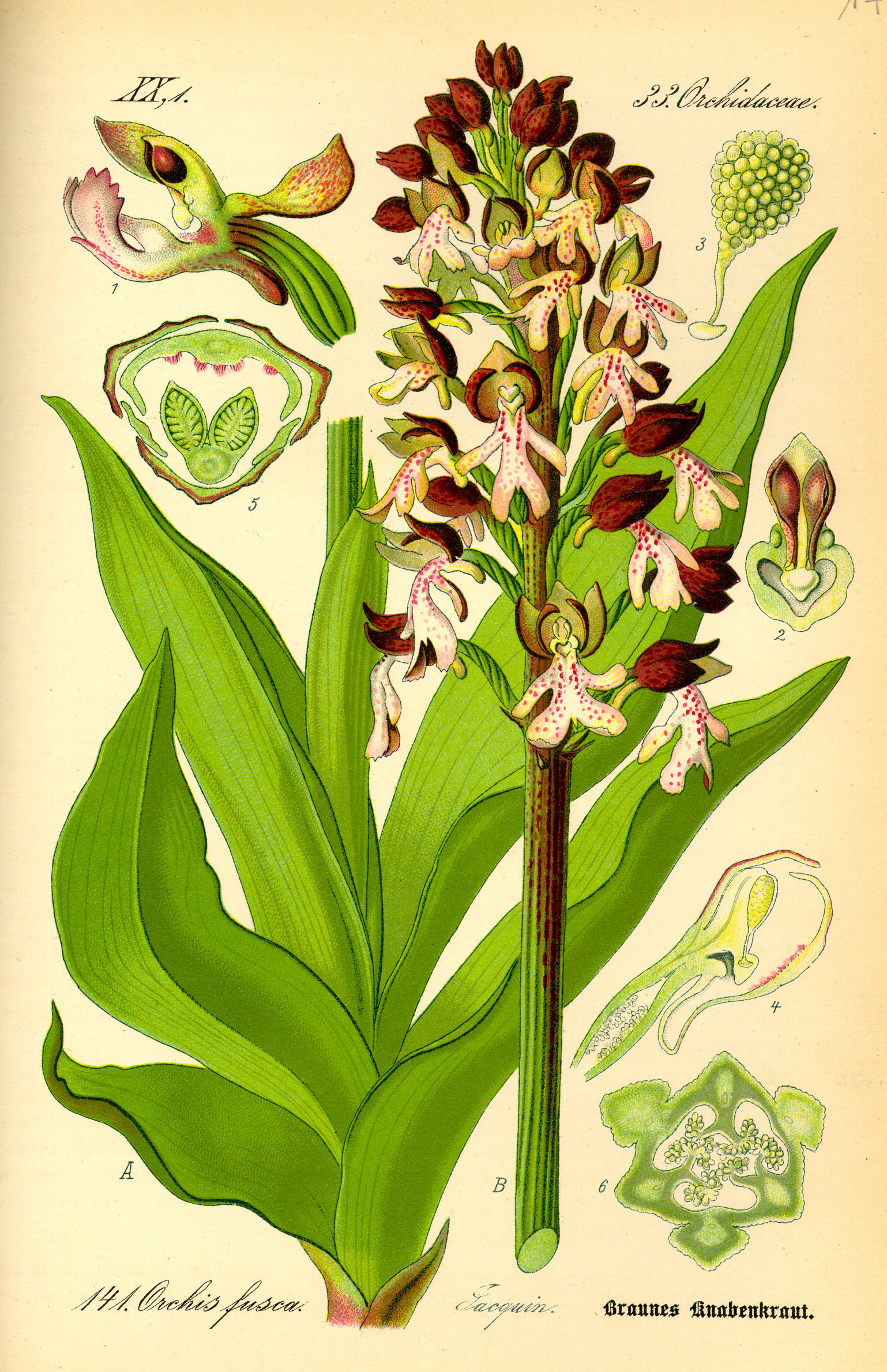

Многолетнее травянистое клубневое растение высотой (30)40—70(80) см, со стеблем до 1,2 см толщиной.
Клубень продолговато-яйцевидный, до 4 см длиной.
Листья в числе 3—6, сближенные, продолговато-эллиптические или эллиптически-ланцетные, к основанию слегка суженные, тупые, 6—14(20) см длиной, 3—6,5 см шириной. Выше их стебель с 1 охватывающим его листовидным влагалищем.
Цветки крупные, душистые с запахом ванили, собраны в густой, многоцветковый колос 5—20 см длиной, 4—5,5 см в диаметре. Прицветники 1,5—3 мм длиной, яйцевидные, почти прозрачные. Околоцветник состоит из шести лепестков. Наружные лепестки околоцветника эллиптически-яйцевидные, заострённые или туповато-заострённые, с тремя жилками, 9—13 мм длиной и 4,5—5 мм шириной, образуют яйцевидный по бледно-розовому или зеленовато-белому фону черновато-пурпурно- или коричнево-пурпурно-крапчатый, иногда почти сплошь черновато-пурпурный шлем; два листочка внутреннего круга околоцветника обычно 8—9 мм длиной, 1—-1,5 мм шириной, линейные, тупые, к основанию суженные, с одной жилкой, прилегающие к краям среднего наружного лепестка. Губа беловатая или светло-розовая, с тёмно-пурпурными точками, с двумя боковыми, линейными, отходящими от её основания долями (6)7—10 мм длиной и 1—1,5 см шириной; конечные лопасти этой доли 4,5—6 мм шириной, в вырезе между ними имеется маленький зубчик до 2 мм длиной; длина губы 1—1,4 см, ширина между концами боковых долей 1,3—1,8 см; шпора 4 мм длиной, в 2½—3 раза короче завязи, согнутая, тупая. Цветёт в  апреле — мае, в Молдавии —  в мае — июне.

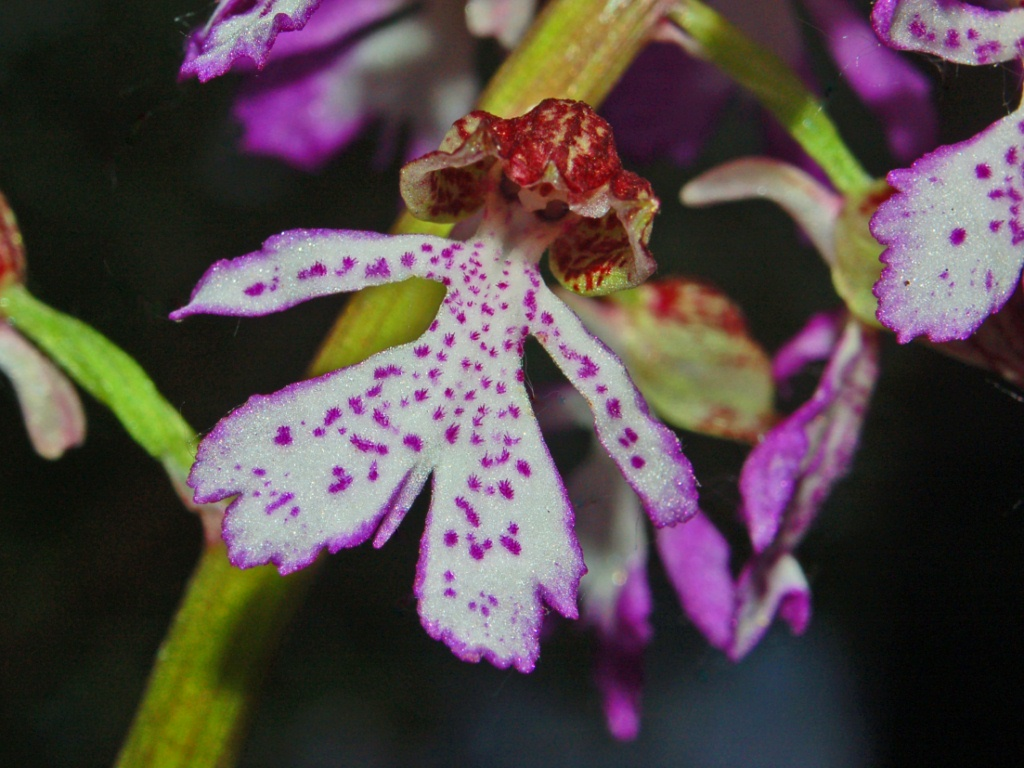
Цветок, Алессандрия, Италия

## Распространение
Встречается в Европе (Дания, Великобритания, Австрия, Бельгия, Чехословакия, Германия, Венгрия, Нидерланды, Польша, Швейцария, Корсика, Франция, Сардиния, Испания, Албания, Болгария, Греция, Болгария, Румыния, Италия, Югославия, Крит), на Украине, Кавказе, в Турции, Алжире, в Молдавии. На Украине встречается в юго-восточной части Прикарпатья, Расточье — Ополье, в западной части лесостепи, в горном Крыму обычен. В Молдавии изредка встречается в Кодрах и гырнецах.
Растёт в горных лесах, среди кустарников, на лесных опушках, полянах, лугах, преимущественно на известковой почве. В Молдавии растёт в грабово- и буково-дубовых лесах, а также гырнецах — небольших рощах из дуба пушистого. На Кавказе растёт в нижнем и среднем горных поясах.

## Охрана

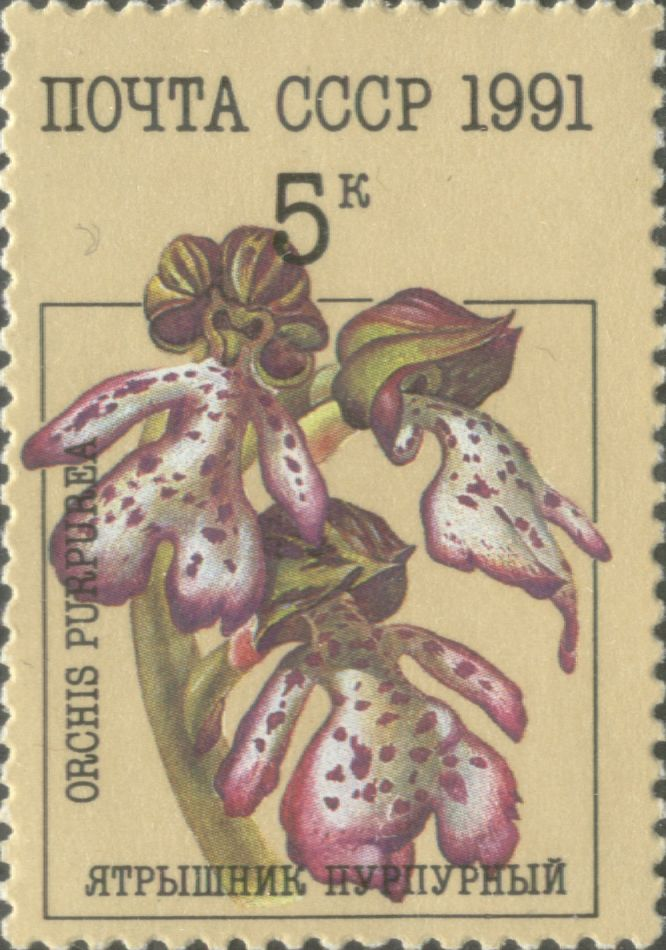
Почтовая марка СССР, 1991 год

Вид внесён в Красные книги России, Украины, Молдавии, Азербайджана, Ингушетии, Дагестана, Северной Осетии — Алании, Краснодарского и Ставропольского края.

## Подвиды
В пределах вида выделяются следующие подвиды:
- Orchis purpurea subsp. caucasica (Regel) B.Baumann & al. — север европейской части Турции, Кавказ.
- Orchis purpurea subsp. purpurea — остальная часть ареала.